# La Tronche
La Tronche est une commune française, limitrophe de Grenoble, située dans le département de l'Isère et la région Auvergne-Rhône-Alpes.
Dénommée « paroisse de Saint-Ferjus » jusqu'en 1790, la commune de La Tronche est située dans la proche périphérie de Grenoble, au nord-est de cette ville et de son agglomération. Au cours du XXe siècle, sous l'impulsion de la forte croissance urbaine de Grenoble, des hôpitaux, civil et militaire, furent installés le long de la route nationale 90, puis le CHU Grenoble-Alpes, ainsi que plusieurs centres de recherche dans le domaine de la biologie cellulaire et moléculaire. Le quartier des Sablons situé dans le sud de la commune est resté longtemps agricole (hortillonnage).[citation nécessaire] Il accueille le nouveau cimetière de Grenoble dénommé « des Grands-Sablons », le polygone du Génie, qui fut une servitude militaire, et l'usine d'incinération Athanor gérée par Grenoble-Alpes Métropole.
L'urbanisation de la commune s'est poursuivie à un rythme soutenu depuis les années 1950 pour atteindre 6 447 habitants au 1er janvier 2022 avec une densité de 1 004,21 hab/km2. La plupart des grandes propriétés ont été morcelées, et des immeubles collectifs ont vu le jour dans les quartiers Doyen-Gosse ou de La Carronnerie. Depuis le début des années 2000, les noyaux villageois des quartiers de la Petite Tronche et de la Grande Tronche, constitués de maisons de ville anciennes et vétustes, font l'objet d'une opération de réhabilitation.
Les habitants de La Tronche sont dénommées les Tronchois et les Tronchoises.

## Géographie

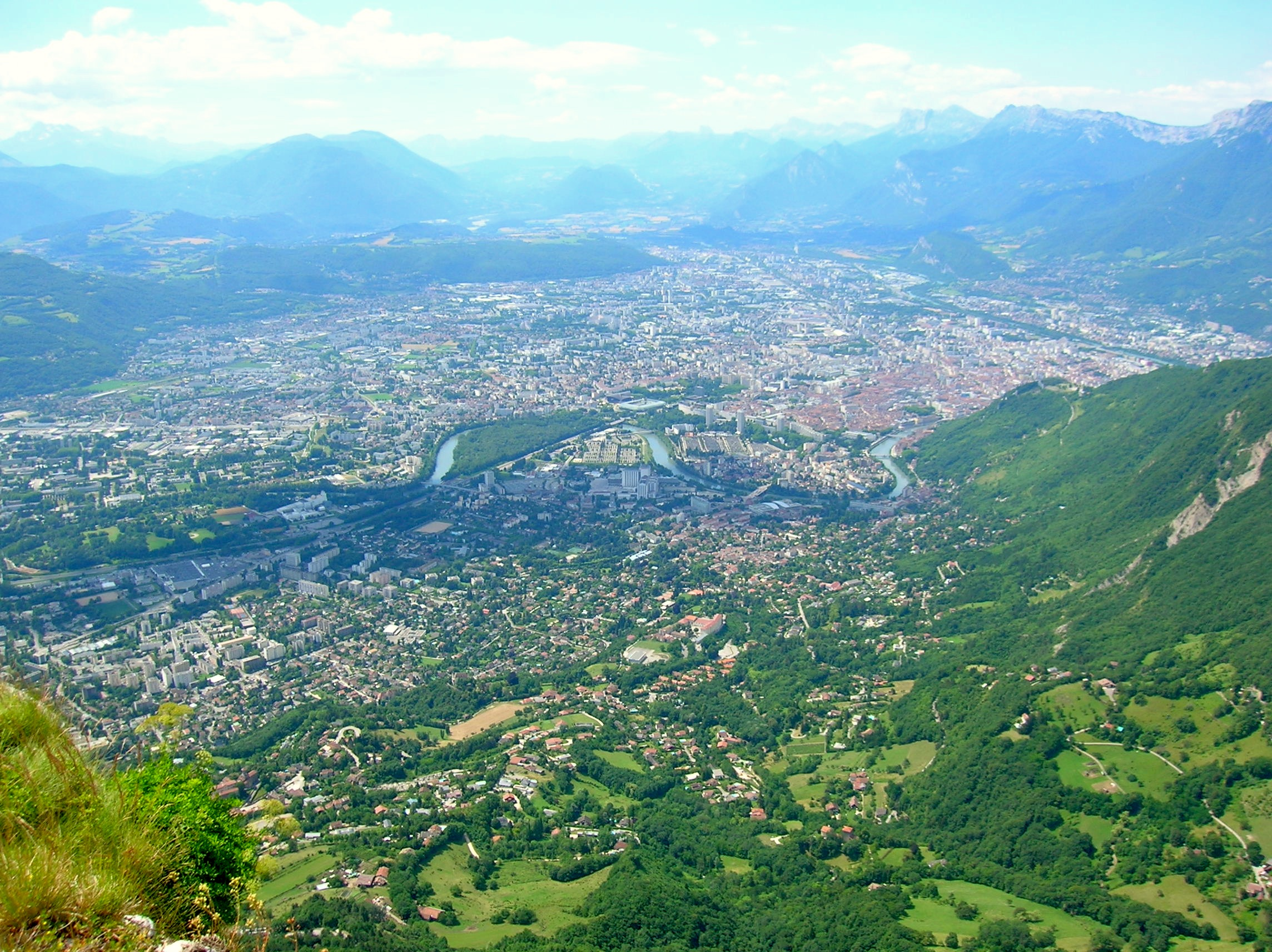
Depuis le fort du Saint-Eynard, vue plongeante sur La Tronche et Grenoble.

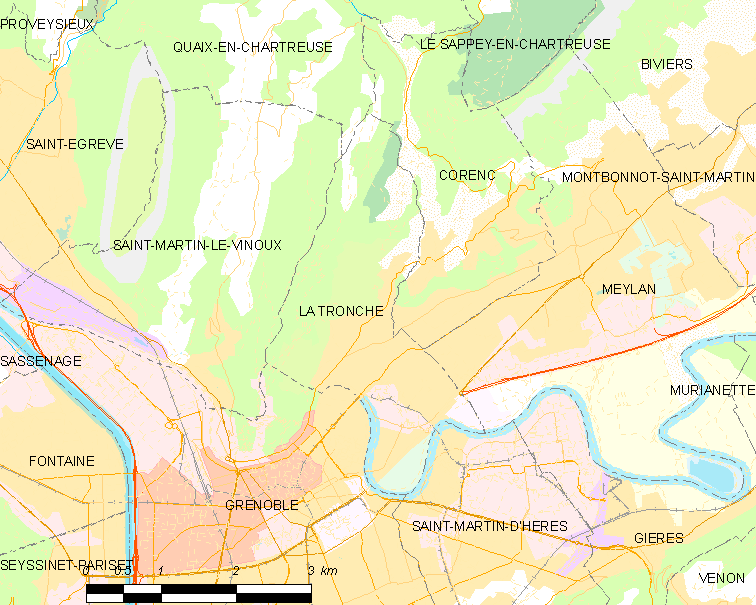
Plan de la Tronche et des communes voisines.

### Situation et description
Petite ville se présentant sous la forme d'une annexe résidentielle de Grenoble, dont elle est séparée par la boucle de l'Isère, la commune se compose primitivement de hameaux dispersés, selon une configuration typique de la vallée du Grésivaudan, au pied du mont Rachais (1 046 m, point culminant de la commune) et des contreforts du mont Saint-Eynard (massif de la Chartreuse). Cette position abritée des vents du nord qui balaient ordinairement la ville de Grenoble est à l'origine d'un microclimat qui a valu à la commune sa réputation de Petit Nice. Cette clémence est soulignée par la présence, sur les flancs du mont Jalla et du mont Rachais, de plantes méridionales qui se développent facilement. La commune est établie dans une combe de terre noire, terre argilo-marneuse affleurant sur les pentes orientales du Grésivaudan, très fertiles pour l'agriculture.
Cette situation privilégiée d'une « petite Provence aux portes de Grenoble » attira dès le xviiie siècle la haute société dauphinoise, qui venait passer l'été dans de grands domaines de plaisance, quittant les étroits hôtels particuliers de la vieille ville parlementaire engoncée dans ses remparts. Au cours du XIXe siècle, la bourgeoisie industrielle prit le relais (familles Teisseire, Viallet, Papet, Cartier-Millon, etc.), faisant bâtir de belles villas noyées dans des parcs de verdure (la commune conserve un grand nombre d'arbres remarquables, notamment des cèdres bicentenaires), ainsi que sur la commune voisine de Corenc-Montfleury (famille Balthazar, les Bouchayer au château de la Condamine, etc.).
C'est aussi à cette époque que s'implantèrent de nombreuses communautés religieuses : les Petites Sœurs des pauvres, sur un terrain en bordure de l'Isère, grâce à la générosité du général Yermoloff ; les Sœurs de la Providence au mas Saint-Germain ; le carmel de Grenoble, chemin de Saint-Ferjus puis à leur retour dans les années 1920 chemin du Pont-Prouiller, dans l'ancienne propriété Eymard-Duvernay ; ou encore l'Étoile du Rachais, Grande-Rue. Au début du XXe siècle s'installèrent également, en bordure de la commune, le petit séminaire du Rondeau (1908), dans l'ancien couvent de Montfleury, puis le grand séminaire (1925), dans le prolongement du parc de la villa des Ombrages, résidence d'été des évêques de Grenoble.

### Communes limitrophes
La commune est séparée de Grenoble (158 000 habitants), préfecture de l'Isère et principale ville du département de l’Isère, par la boucle de l'Isère qui enserre le quartier grenoblois de l'Île-Verte. Au sud, les méandres de l'Isère séparent encore la commune de la plaine de Saint-Martin-d'Hères (38 500 habitants), où est implanté depuis les années 1960 le campus principal de l'université de Grenoble. Prolongement d'une même agglomération résidentielle, le chemin de la Carronnerie marque la limite avec Meylan (17 600 habitants), tandis que le torrent du Charmeyran la sépare du quartier de Montfleury, dépendant de la commune de Corenc (3 900 habitants). Enfin, le mont Rachais, longue échine nord-sud terminant le massif de la Chartreuse, et prolongé par le mont Jalla dominant l'Isère et qui porte les fortifications de la Bastille, marque la frontière avec Saint-Martin-le-Vinoux (5 400 habitants) et Quaix-en-Chartreuse (900 habitants).
| Saint-Martin-le-Vinoux | Quaix-en-Chartreuse | Corenc               |
| Saint-Martin-le-Vinoux | La Tronche          | Meylan               |
| Grenoble               | Grenoble            | Saint-Martin-d'Hères |

Voici ci-dessous une carte représentant le découpage territorial des communes limitrophes :

### Géologie
Le massif de la Chartreuse se termine vers le sud au niveau des communes de la Tronche, Grenoble et Saint-Martin-le-Vinoux par le promontoire du chaînon du mont Rachais, du mont Jalla et de la Bastille qui s'abaisse jusqu'à l'Isère à la porte de France. Cette échine rocheuse, dont l'ossature est constituée par la barre des calcaires tithoniques, plonge, monoclinalement dans son ensemble, en moyenne de 45° vers le nord-ouest.
La partie haute de la commune est située sur les pentes de cet ensemble rocheux, alors que la partie basse repose sur les alluvions déposés par l'Isère et le cône de déjection du torrent du Charmeyran qui traverse le quartier de la Grande Tronche avant de rejoindre le secteur des sablons qui marque bien cette zone alluvionnaire par son appellation.

### Climat
Pour des articles plus généraux, voir Climat d'Auvergne-Rhône-Alpes et Climat de l'Isère.
En 2010, le climat de la commune est de type climat océanique altéré, selon une étude du Centre national de la recherche scientifique s'appuyant sur une série de données couvrant la période 1971-2000. En 2020, Météo-France publie une typologie des climats de la France métropolitaine dans laquelle la commune est exposée à un climat de montagne ou de marges de montagne et est dans la région climatique Alpes du nord, caractérisée par une pluviométrie annuelle de 1 200 à 1 500 mm, irrégulièrement répartie en été.
Pour la période 1971-2000, la température annuelle moyenne est de 11,7 °C, avec une amplitude thermique annuelle de 19,3 °C. Le cumul annuel moyen de précipitations est de 1 225 mm, avec 9,5 jours de précipitations en janvier et 6,6 jours en juillet. Pour la période 1991-2020, la température moyenne annuelle observée sur la station météorologique de Météo-France la plus proche, « Grenoble - Lvd », sur la commune du Versoud à 10 km à vol d'oiseau, est de 12,6 °C et le cumul annuel moyen de précipitations est de 981,1 mm,. Pour l'avenir, les paramètres climatiques de la commune estimés pour 2050 selon différents scénarios d'émission de gaz à effet de serre sont consultables sur un site dédié publié par Météo-France en novembre 2022.

### Hydrographie

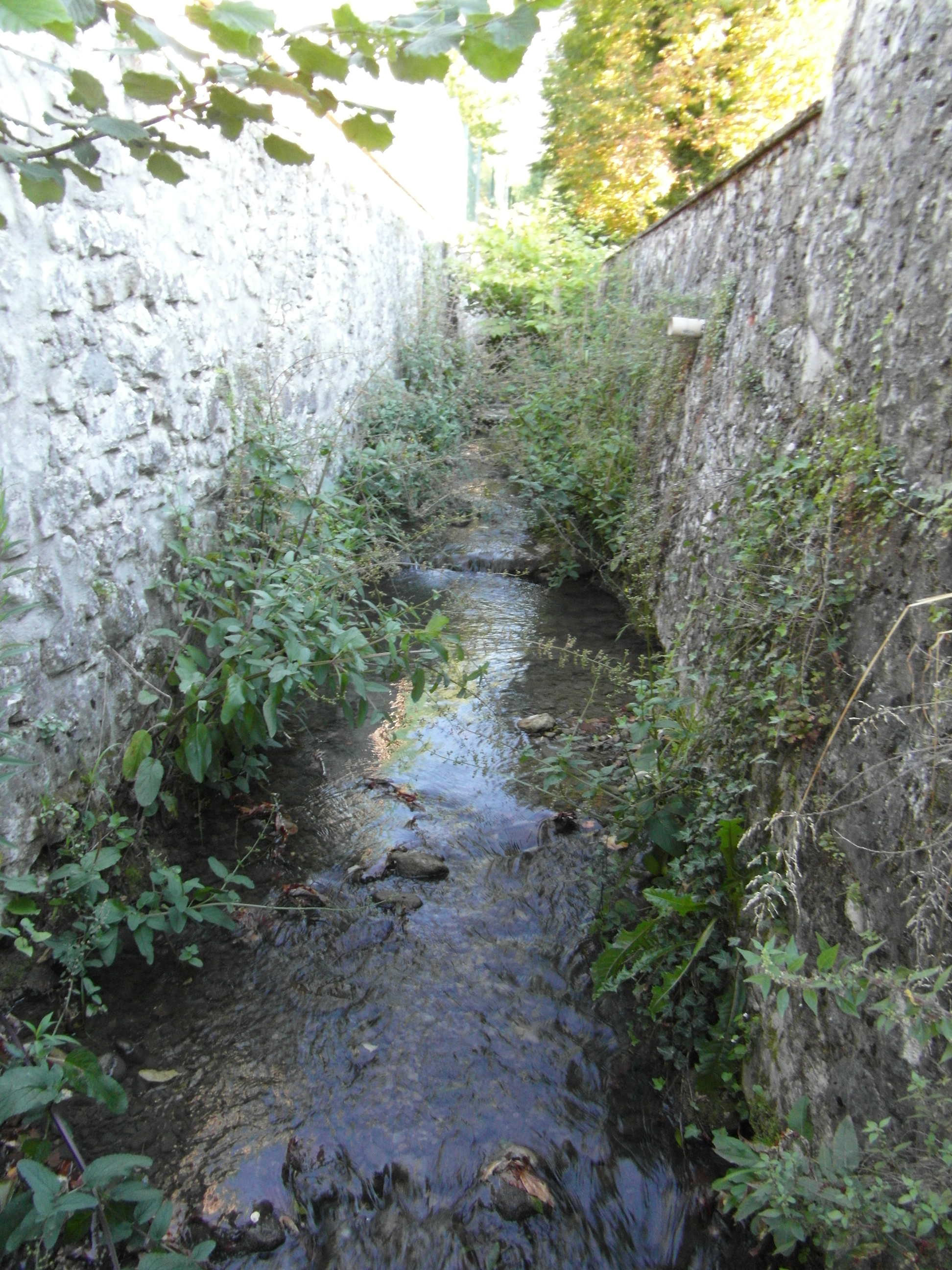
Le Charmeyran dans le secteur du chemin Duhamel.

Le territoire de la commune est délimité au sud par l'Isère, un des principaux affluents du Rhône qui la sépare de Grenoble (quartier de l'Île verte) et de Saint-Martin-d'Hères.
Un ruisseau descend de la montagne depuis le mont Rachais pour traverser la commune et rejoindre l'Isère à la hauteur du quartier des Sablons. Il s'agit du torrent du Charmeyran d'une longueur de 4 km. Le cône de déjection de ce torrent recouvre la plus grande partie du territoire de la commune de La Tronche et plus particulièrement le secteur de la Grande Tronche et des Sablons où se situe le site de l'hôpital Albert-Michallon.
Ce torrent a connu de nombreuses crues torrentielles, les plus notables s'étant produites en 1913, 1923, 1951, 1955, 1968 et 1971.

## Urbanisme

### Typologie
Au 1er janvier 2024, La Tronche est catégorisée grand centre urbain, selon la nouvelle grille communale de densité à sept niveaux définie par l'Insee en 2022.
Elle appartient à l'unité urbaine de Grenoble, une agglomération intra-départementale regroupant 38  communes, dont elle est une commune de la banlieue,,. Par ailleurs la commune fait partie de l'aire d'attraction de Grenoble, dont elle est une commune du pôle principal,. Cette aire, qui regroupe 204 communes, est catégorisée dans les aires de 700 000 habitants ou plus (hors Paris),.

### Occupation des sols
L'occupation des sols de la commune, telle qu'elle ressort de la base de données européenne d’occupation biophysique des sols Corine Land Cover (CLC), est marquée par l'importance des territoires artificialisés (44,9 % en 2018), en augmentation par rapport à 1990 (43,6 %). La répartition détaillée en 2018 est la suivante :
forêts (42,4 %), zones urbanisées (33,9 %), zones agricoles hétérogènes (10,2 %), espaces verts artificialisés, non agricoles (6,2 %), zones industrielles ou commerciales et réseaux de communication (4,7 %), eaux continentales (2,5 %). L'évolution de l’occupation des sols de la commune et de ses infrastructures peut être observée sur les différentes représentations cartographiques du territoire : la carte de Cassini (XVIIIe siècle), la carte d'état-major (1820-1866) et les cartes ou photos aériennes de l'IGN pour la période actuelle (1950 à aujourd'hui).

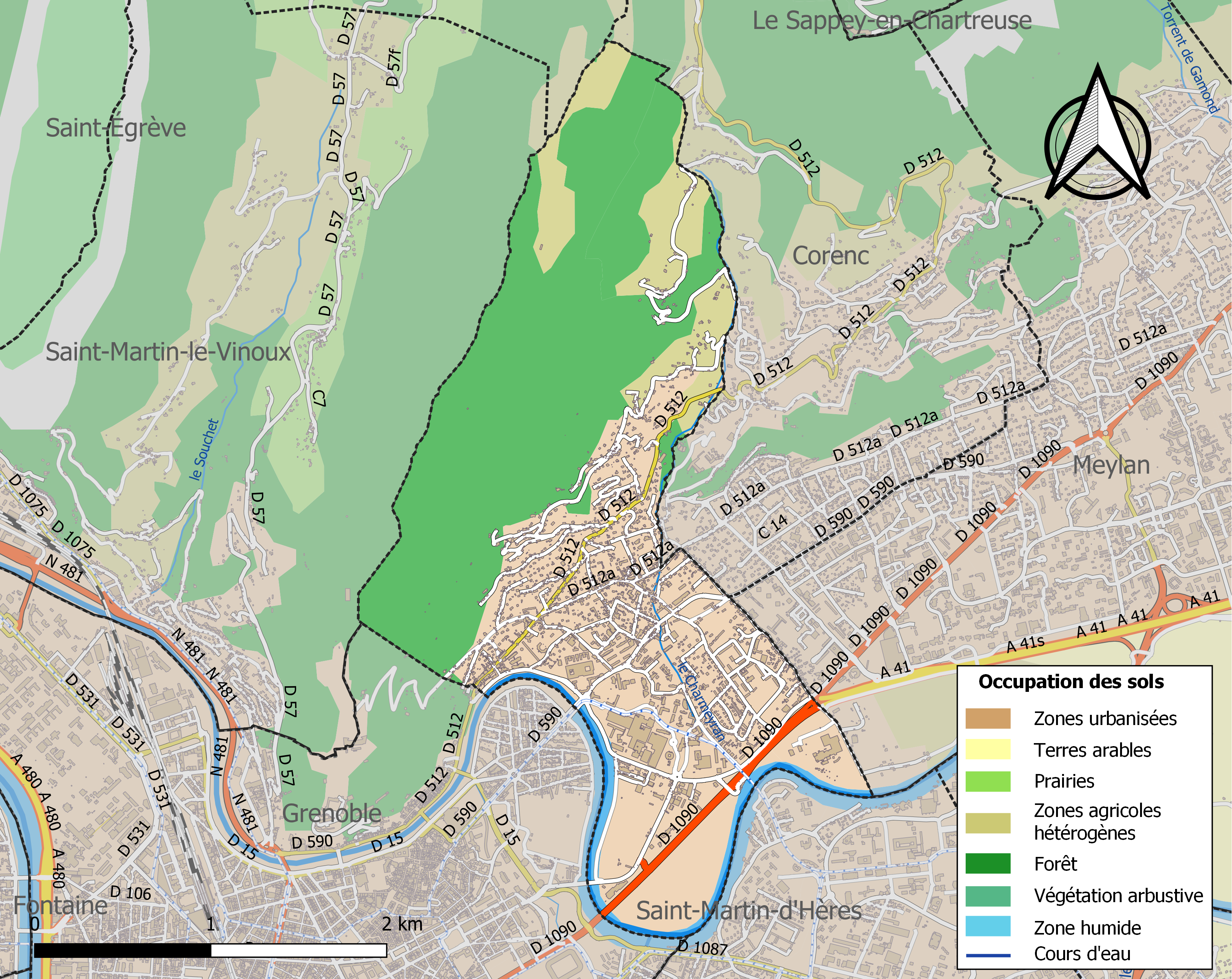
Carte des infrastructures et de l'occupation des sols de la commune en 2018 (CLC).

### Morphologie urbaine
La plaine alluviale de l'Isère est densément peuplée et urbanisée avec une importante emprise du centre hospitalier, d'une part, et du cimetière des Sablons, d'autre part. Les quartiers anciens se trouvent au pied des coteaux, le tissu urbain devient beaucoup moins dense dès que l'on gagne les pentes. Sur les hauteurs, la vigne et les pâturages ont laissé place aux arbres, la forêt couvre tout le nord de La Tronche (forêt domaniale de La Tronche).

### Hameaux, quartiers, lieux-dits et écarts
Voici, ci-dessous, la liste complète des hameaux, quartiers et lieux-dits résidentiels urbains comme ruraux de la commune de La Tronche, présentés selon un axe nord-sud et selon les références du « Plan de Ville » fourni par la mairie et l'office de tourisme local aux visiteurs.
| - Chantermerle - Pelletière - Maubec - le Gorget - la Vierge Noire - Pierre Mode - la Bergerie | - la Pinotte - les Gouriots - Bellevue - la Grande Tronche - la Petite Tronche - la Carronnerie - le Sablon |

### Voies de communication et transports

#### Voies de communication

##### Principales routes
Le territoire communal est traversé depuis Grenoble par l'ancienne RN 90, déclassée en RD1090. Celle-ci permet de rejoindre le Grésivaudan et ses communes (Meylan, Saint-Ismier, Crolles et Le Touvet) ainsi que l'autoroute A41 à la limite du territoire communal de la commune voisine de Meylan. Cette autoroute permet de relier Grenoble à Genève par Chambéry et Annecy en permettant de rejoindre la commune de la Tronche et le CHU.
- 27 Meylan Mi-plaine – villes desservies : Meylan Mi-plaine, La Tronche Centre, Corenc à 1 km (demi-échangeur sens Nord → Sud)

##### Routes secondaires
Le territoire communal est également traversé par d'autres routes départementales d'importances locales :
- la RD 512 qui correspond à l'ancien tracé de la route nationale 512 qui relie Grenoble à Chambéry par le massif de la Chartreuse en franchissant le col de Porte ;
- la RD519 qui rejoint la RD1090 après avoir traversé le quartier de La Petite Tronche depuis Grenoble et le pont des Hôpitaux.

#### Transports en commun
La Tronche a bénéficié dès le début du XXe siècle de la desserte du tramway de Grenoble à Chapareillan.
Depuis 1990, la commune est desservie par la liigne B du tramway de Grenoble du réseau exploité par la Semitag. Cette ligne comprend trois stations sur le territoire tronchois : l'arrêt La Tronche Hôpital qui dessert l'hôpital de La Tronche avec sa maternité, l'arrêt Michallon qui dessert l'hôpital du même nom et l'arrêt Grand Sablon qui dessert la partie orientale de la commune.
Les lignes 13, 41 et 42 de ce même réseau desservent également la commune avec au moins une correspondance avec une station de tramway.
Le territoire communal est également desservi par le réseau interurbain de l'Isère dénommé Transisère avec la ligne 6021 (La Tronche - Grand Sablon ↔ Saint-Nazaire-les-Eymes - Mairie).

### Risques naturels et technologiques

#### Risques sismiques
L'intégralité du territoire de La Tronche est située en zone de sismicité no 4, comme l'ensemble des communes de l'agglomération grenobloise.
| Type de zone | Niveau            | Définitions (bâtiment à risque normal) |
| ------------ | ----------------- | -------------------------------------- |
| Zone 4       | Sismicité moyenne | accélération = 1,6 m/s2                |

#### Risques d'inondation
La commune est concernée par le PPRI Isère amont, avec 28 autres communes situé dans la vallées de l'Isère en amont de Grenoble. Ce PPRI est établi en application des articles L.562-1 à L.562-9 du Code de l’environnement et qui affiche le risque d’inondation de l'Isère, calculé avec le débit de la plus forte crue connue (crue historique de 1859), considérée comme la crue de référence bi-centennale.

#### Autres risques
La Tronche est une des trente-sept communes du département de l'Isère classée pour le risque incendie de forêt.

## Toponymie
Le nom de la localité est attesté sous la forme Tronchia au XIIIe siècle et / ou au XIVe siècle.
Du franco-provençal (ou arpitan) tronchi, trontse « souche d´un arbre abattu » équivalent du français tronche qui remontent au latin trunca, féminin de truncus > tronc (ici dans le sens précis de « tronc d'arbre »). Tronche désigne également un bois.

## Histoire

### Préhistoire et Antiquité
C'est autour de la Grande Rue, partie d'une ancienne voie romaine, que se sont progressivement développés des hameaux, successivement, depuis le quartier de Saint-Laurent à Grenoble : la Petite Tronche, célèbre pour ses ateliers de faïence sous l'Ancien Régime, le Péage, à l'embranchement de la route de Chartreuse, où les Dominicaines de Montfleury percevaient une taxe, que leur avait donné le dernier Dauphin Humbert II, la Grande Tronche, enfin.
Des monnaies gauloises ont été trouvées dans le sous-sol de La Tronche. Une grande ferme gallo-romaine, dont le centre devait être à La Ville (actuelle commune de Meylan), couvrait l'essentiel du territoire communal. L'actuel cimetière ancien fut le premier site d'inhumation de la ville romaine de Gratianopolis, des sarcophages gallo-romains y ont été retrouvés. L'un d'eux a livré une belle inscription paléochrétienne sur marbre dédiée à Populonia, de la fin du VIe siècle (« dans ce tombeau repose en paix, de bonne mémoire, la jeune Populonia, servante de Dieu, qui, dans l’espoir de la résurrection par la miséricorde du Christ, vécut 25 ans et mourut le jour des Ides d’octobre, douzième année de l’indiction »). Il existait aussi une autre nécropole, à la limite du territoire communal, non loin de Saint-Laurent, avec une église sous le vocable de Saint-Sixte dès le VIe siècle.

### Moyen Âge et Temps modernes
Le centre religieux de la paroisse, qui sous l'Ancien Régime groupait tous ces hameaux sous le nom de Saint-Ferjus, était situé à l'écart de cet axe de circulation, plus au sud, à l'emplacement actuel du cimetière ancien. C'est ici que fut déposé le corps de saint Ferjus (Ferreolus en latin), évêque de Gratianopolis, assassiné vers 660 sur les ordres du maire du Palais Ebroïn. Ferjus avait l'habitude de se rendre de l'autre côté de l'Isère, au pied du mont Esson (aujourd'hui mont Rachais), pour prêcher en plein air, lorsqu'un jour, l'un des auditeurs se saisit soudainement d'une perche de saule, la lança sur la tête de l'évêque, le tuant sur le coup. Ses complices s'élancèrent sur le corps de l'évêque et allèrent le jeter dans un four à pain allumé situé non loin de là. Les fidèles recueillirent les cendres et les déposèrent dans un tombeau au cimetière de Gratianopolis, l'actuel cimetière ancien de La Tronche. Lieu de pèlerinages, une chapelle y fut édifiée, reconstruite au XIIe siècle comme église paroissiale.
Au IXe siècle, une statue de la Vierge Noire fut découverte par un vigneron du hameau de la Pinotte, le dénommé Guigue, sous le soc de sa charrue. Transportée deux fois de suite par l'évêque, soucieux de contrôler la ferveur locale, à la collégiale Saint-André de Grenoble, la statue fut retrouvée à chaque fois à la Pinotte, où une chapelle fut finalement érigée. L'actuelle statue, dont le visage est noirci, est en pierre, et date de 1441. La Vierge-Noire demeure un lieu de pèlerinage local, en particulier pour les jeunes femmes cherchant un mari, le premier dimanche de mai.[citation nécessaire]
Sur les points élevés du coteau à Rosans, Mantone, à Montvinoux, La Pinotte par exemple, plusieurs maisons ont conservé des meneaux, meurtrières, fenêtres grillagées, antérieures au XVe siècle, vestiges d'anciennes maisons fortes, très nombreuses dans la vallée. Sous le règne d'Humbert II, dernier dauphin (1333-1349), un atelier fut installé à la Grande Tronche pour la fabrication des monnaies delphinales. Au XVIIIe siècle, ce sont les fabriques de faïences qui firent la réputation de La Tronche. La dernière ferma en 1870.

### Époque contemporaine
En 1790, la paroisse de Saint-Ferjus, érigée en commune, prend le nom de La Tronche. Contrairement à la plupart des communes, elle a conservé ce nom jusqu'aujourd'hui. L'ancienne église paroissiale du XIIe siècle, située au milieu du cimetière, est remplacée en 1846 par un édifice situé plus près des habitations, l'actuelle église Saint-Ferjus. Sur le site de l'ancienne église est édifiée en 1866 une chapelle néo-romane, surmontée d'une statue du saint évêque martyr, par Paul Virieu.

#### LeXXesiècle

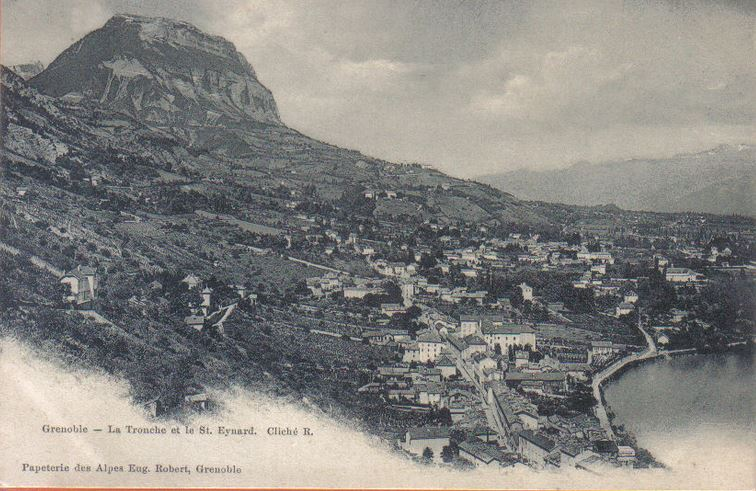
Vue générale de La Tronche, au pied du Saint-Eynard, carte postale du début du XXe siècle.

Pendant la Seconde Guerre mondiale, la ville compte de nombreuses pensions de famille abritant des persécutés du nazisme. Directrice de la pension protestante Brise des Neiges, Éva Péan-Pagès a caché 120 réfugiés, dont 96 Juifs. Ceci lui a valu de recevoir, à titre posthume, le titre de « Juste parmi les nations ». Ce titre est décerné par l’État d’Israël aux non-juifs qui, au risque de leur vie, ont préservé des juifs de la déportation. D'autres juifs trouvèrent refuge dans des communautés religieuses. En mars 1942, 84 Juifs étrangers et une centaine de Juifs français habitaient la commune de La Tronche, la « petite Nice des Alpes ».
L’avenue des maquis du Grésivaudan (ancienne route de Chapareillan) témoigne de ce passé historique. De nombreux résistants ont marqué l’histoire locale par leur courage et leur persévérance : le doyen René Gosse, Louis Nal, André Didier.
Jusqu’en 1950, La Tronche reste une bourgade où les terres sont consacrées à la vigne et aux cultures. Les coteaux du Rachais, abrités du vent et exposés au soleil levant, portent un vignoble depuis le Moyen Âge. Avec l’ouverture de l’hôpital civil en 1913 et de la route nationale 90 (de Grenoble au col du Petit-Saint-Bernard), la ville se développe. Les cultures vont alors laisser la place aux constructions : des habitations, le quartier Doyen Gosse avec un centre commercial, des écoles, l’église Notre-Dame du Rosaire, la piscine, le stade et des gymnases.
En 2020 ont lieu les premières vendanges sur les coteaux de la Bastille, marquant la reprise de la production de la famille Gras, arrêtée au début des années 1970.

## Politique et administration

### Administration municipale

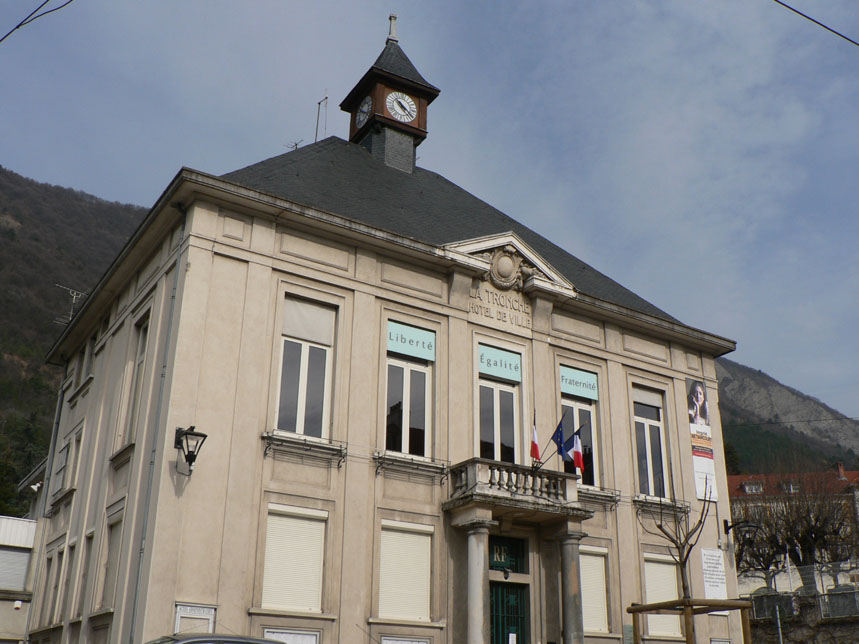
Mairie de La Tronche.

Le conseil municipal de La Tronche est composé de vingt-neuf membres : quatorze femmes et quinze hommes, dont un maire, huit adjoints au maire et vingt autres conseillers municipaux.

### Tendances politiques et résultats
Grenoble, ancienne ville parlementaire et précurseur de la Révolution française (journée des Tuiles, Assemblée de Vizille) reste marquée par une forte tradition socialiste et progressiste (notamment sous le mandat d'Hubert Dubedout). Cependant, la rive droite du Grésivaudan (Corenc, La Tronche, Meylan), lieu de résidence de la bourgeoisie aisée, se démarque en choisissant le plus souvent des municipalités de droite. Toutefois, La Tronche, plus proche de Grenoble, abrite aussi des quartiers d'habitat collectif (Doyen-Gosse) destinés dans les années 1950 aux classes moyennes.

### Liste des maires
| Période   | Période   | Identité                     | Étiquette | Qualité            |
| --------- | --------- | ---------------------------- | --------- | ------------------ |
| 1971      | 1985      | Louis Galliard               |           |                    |
| 1985      | juin 1995 | Denise Revel                 |           |                    |
| juin 1995 | mars 2001 | Robert-Paul Carrichon        | PS        |                    |
| mars 2001 | mars 2008 | Jean-Michel Remande          | DVG       |                    |
| mars 2008 | mars 2014 | Hervé-Jean Bertrand-Pougnand | UMP       |                    |
| mars 2014 | En cours  | Bertrand Spindler            | PS        | Ingénieur retraité |

## Population et société

### Démographie
L'évolution du nombre d'habitants est connue à travers les recensements de la population effectués dans la commune depuis 1793. Pour les communes de moins de 10 000 habitants, une enquête de recensement portant sur toute la population est réalisée tous les cinq ans, les populations de référence des années intermédiaires étant quant à elles estimées par interpolation ou extrapolation. Pour la commune, le premier recensement exhaustif entrant dans le cadre du nouveau dispositif a été réalisé en 2007.

En 2022, la commune comptait 6 447 habitants, en évolution de −2,97 % par rapport à 2016 (Isère : +3,07 %, France hors Mayotte : +2,11 %).
| 1793 | 1800  | 1806  | 1821  | 1831  | 1836  | 1841  | 1846  | 1851  |
| ---- | ----- | ----- | ----- | ----- | ----- | ----- | ----- | ----- |
| 997  | 1 164 | 1 095 | 1 109 | 1 372 | 1 519 | 1 537 | 1 631 | 1 722 |

| 1856  | 1861  | 1866  | 1872  | 1876  | 1881  | 1886  | 1891  | 1896  |
| ----- | ----- | ----- | ----- | ----- | ----- | ----- | ----- | ----- |
| 1 704 | 1 728 | 1 980 | 2 131 | 2 288 | 2 385 | 2 446 | 2 428 | 2 754 |

| 1901  | 1906  | 1911  | 1921  | 1926  | 1931  | 1936  | 1946  | 1954  |
| ----- | ----- | ----- | ----- | ----- | ----- | ----- | ----- | ----- |
| 2 887 | 2 857 | 2 922 | 3 461 | 4 200 | 5 572 | 5 602 | 5 364 | 6 320 |

| 1962  | 1968  | 1975  | 1982  | 1990  | 1999  | 2006  | 2007  | 2012  |
| ----- | ----- | ----- | ----- | ----- | ----- | ----- | ----- | ----- |
| 7 517 | 7 993 | 7 410 | 6 690 | 6 454 | 6 433 | 6 142 | 6 079 | 6 627 |

| 2017  | 2022  | - | - | - | - | - | - | - |
| ----- | ----- | - | - | - | - | - | - | - |
| 6 596 | 6 447 | - | - | - | - | - | - | - |

### Enseignement
La commune est rattachée à l'académie de Grenoble.

### Équipement sanitaire et social

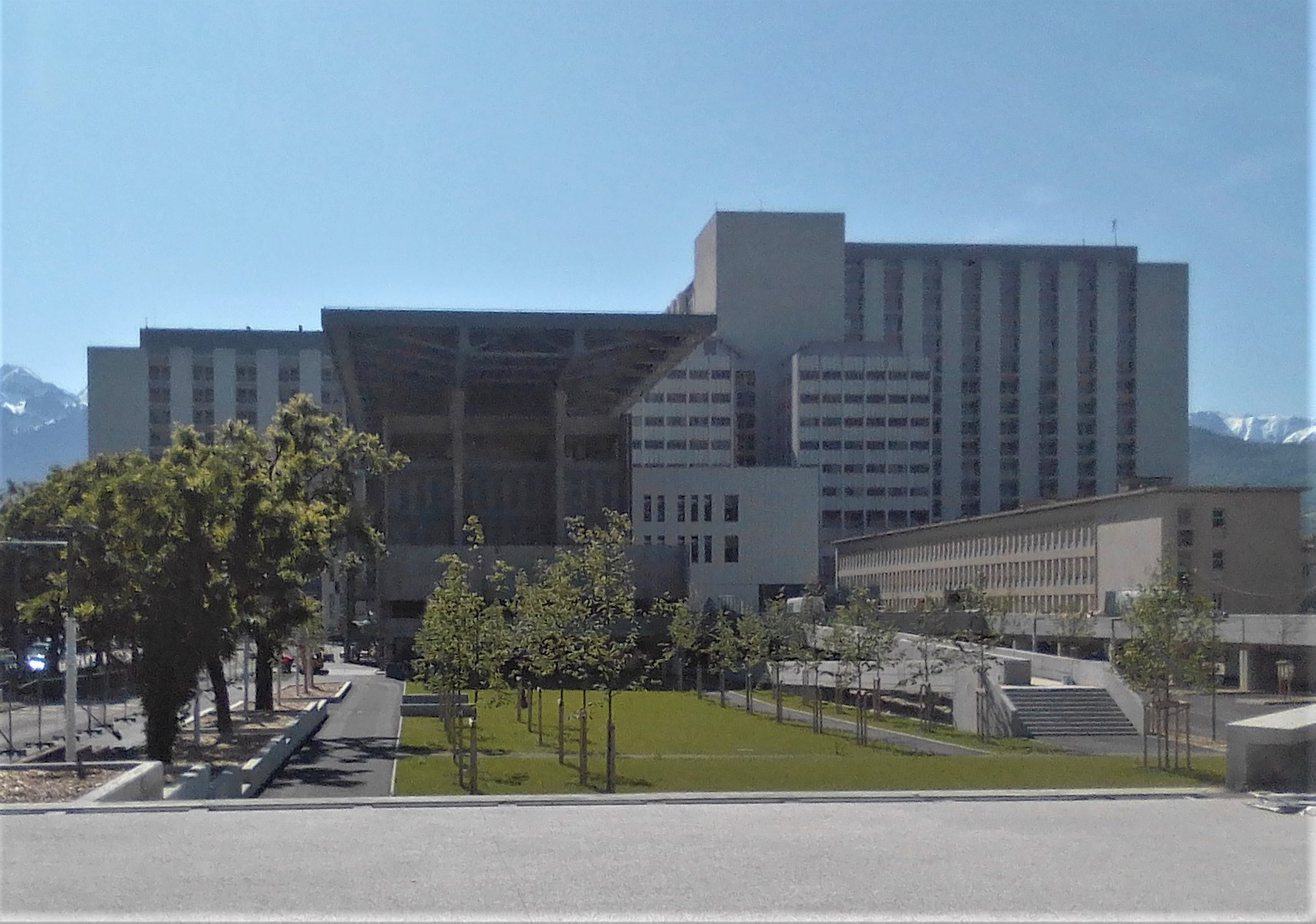
Hôpital Albert-Michalon en mai 2021.

#### Le CHU de Grenoble (CHUGA)
Installé au centre du campus santé, le CHU de Grenoble est divisé en plusieurs établissements dont l'hôpital civil, l'hôpital Michalon et différents pavillons dont le bâtiment de la direction générale. Ce lieu est également le centre de réception de tous les appels de l'ensemble des communes iséroises du Service d'aide médicale urgente via son centre de réception et de régulation des appels.
Le bâtiment du SAMU est situé derrière l'hôpital Michalon par rapport à la station de tramway.

#### La clinique du Grésivaudan
La clinique du Grésivaudan est un établissement comprenant un pôle neuropsychiatrique accueillant des adolescents et des jeunes adultes (15 - 25 ans), ainsi qu'un pôle Médecine et réadaptation. Sa capacité d'accueil est de 200 lits et places en hospitalisation complète et hospitalisation de jour.

#### Établissement sociaux
L'établissement public départemental dénommé « L'EPD le Charmeyran est situé le long du torrent du même nom longeant son enceinte. Il comprend notamment un foyer de l'enfance, une pouponnière et un centre maternel. Celui-ci est situé à proximité de la faculté de médecine et de pharmacie. L'établissement comprend également d'autres structures de même nature situé dans l'agglomération et le Nord-Isère.
La commune héberge également un foyer de vie pour personnes handicapées adulte, situé place de l'église.

### Équipements et clubs Sportifs
La commune gère de nombreux équipements sportifs sur son territoire dont une maison des sports, le stade Louis Gaillard, une piscine municipale, deux gymnases (« Mérici » et « Doyen Gosse »), un terrain de pétanque et un terrain de tennis.

### Médias

#### Presse locale
Le Dauphiné libéré
La presse locale est dominée par le quotidien régional Le Dauphiné libéré, fondé en 1945, et dont le siège est situé à Grenoble dans le quartier Berriat. Ce quotidien fait partie du groupe Est Bourgogne Rhône Alpes. Son tirage quotidien est d'environ 270 000 exemplaires.
Télévision
Le siège de France 3 Alpes est situé avenue du Grand-Sablon, non loin du cimetière du même nom.

### Cultes

#### Culte catholique
La communauté catholique et les églises de La Tronche (Saint-Ferjus est cependant propriéte de la commune) dépendent de la paroisse Saint-Matthieu du Saint-Eynard, laquelle est rattachée au diocèse de Grenoble-Vienne. Le père Maurice Bolze a été curé de La Tronche de 1969 à 1993, succédant à l'abbé Guillot, en fonction depuis 1952.
Depuis 1860, les Petites Sœurs des pauvres gèrent à La Tronche une maison de retraite, "Ma Maison". La Maison Saint-François-Xavier, 9 chemin de la Viotte, est la maison-mère de la province de France des Missionnaires de la Salette, qui desservent notamment l'église Notre-Dame Réconciliatrice à Grenoble.

#### Autres cultes
La commune dispose également d'un lieu de culte évangélique, 12 chemin de la Viotte à la Grande-Tronche.

## Économie
1 370 entreprises sont enregistrées sur le territoire, dont 1 248 sièges et 122 établissements, la plupart étant des sociétés civiles immobilières. Le principal employeur de la commune qui est également un des principaux employeurs de l'agglomération grenobloise est le CHU de Grenoble. Par ailleurs, la commune fait partie de l'aire géographique de production et transformation du « Bois de Chartreuse », la première AOC de la filière Bois en France,.
La commune de La Tronche a pour particularité d'accueillir sur 40 % de son territoire des équipements publics intercommunaux destinés à l'ensemble des habitants de l'agglomération grenobloise. Parmi ces équipements, on peut citer :
- l'usine d'incinération (UIOM) Athanor ;
- les pompes funèbres intercommunales ;
- le cimetière du Grand Sablon ;

### Campus santé
La Tronche accueille un pole santé et recherche exceptionnel en France en raison de sa proximité avec Grenoble. Le manque de place dans la ville centre et l'agrandissement nécessaire à la fin du XIXe siècle imposent le transfert des hôpitaux civil et militaire sur sa commune voisine de La Tronche, les autres communes du sud de l'agglomération se trouvant alors trop éloignées d'une ville qui possède encore de vastes fortifications. La première implantation liée au monde médical est le vaste ensemble de l'asile des vieillards en 1894. Puis en 1910, s'installe l'hôpital militaire suivi trois ans plus tard de l'hôpital civil. En 1939, c'est à proximité de l'Isère que la clinique des Sablons destinée à la pédiatrie est ouverte.
En 1967, la Faculté mixte de médecine et de pharmacie de Grenoble se décentralise à son tour et s'installe en face de l'hôpital militaire, sur le domaine de la Merci, un site qui lui permettra de construire régulièrement de nouveaux bâtiments. Dans les années 1970, l'extension de l'hôpital se poursuit avec la mise en service en 1974 du centre hospitalier universitaire dit Albert-Michallon et son Établissement français du sang. Depuis novembre 1990, la ligne B du tramway en provenance du quartier de l'Île-Verte traverse le site avant de rejoindre le domaine universitaire. En 1992, le musée grenoblois des sciences médicales ouvre ses portes dans l'ancienne chapelle de l'asile des vieillards.
Dans les années 2000, s'installent à proximité immédiate deux prestigieux centres de recherche dans le domaine de la biologie cellulaire et moléculaire avec l'Institute for Advanced Biosciences puis le Grenoble-Institut des neurosciences. En 2007, Biopolis, une pépinière en biotechnologies de 2 000 m2 s'installe à son tour dans le quartier, hébergeant des startups liées à la recherche médicale de pointe. Trois semaines après sa prise de fonction, la ministre des Solidarités et de la santé, Agnès Buzyn, consacre un déplacement le 8 juin 2017 à cette pépinière d'entreprises.

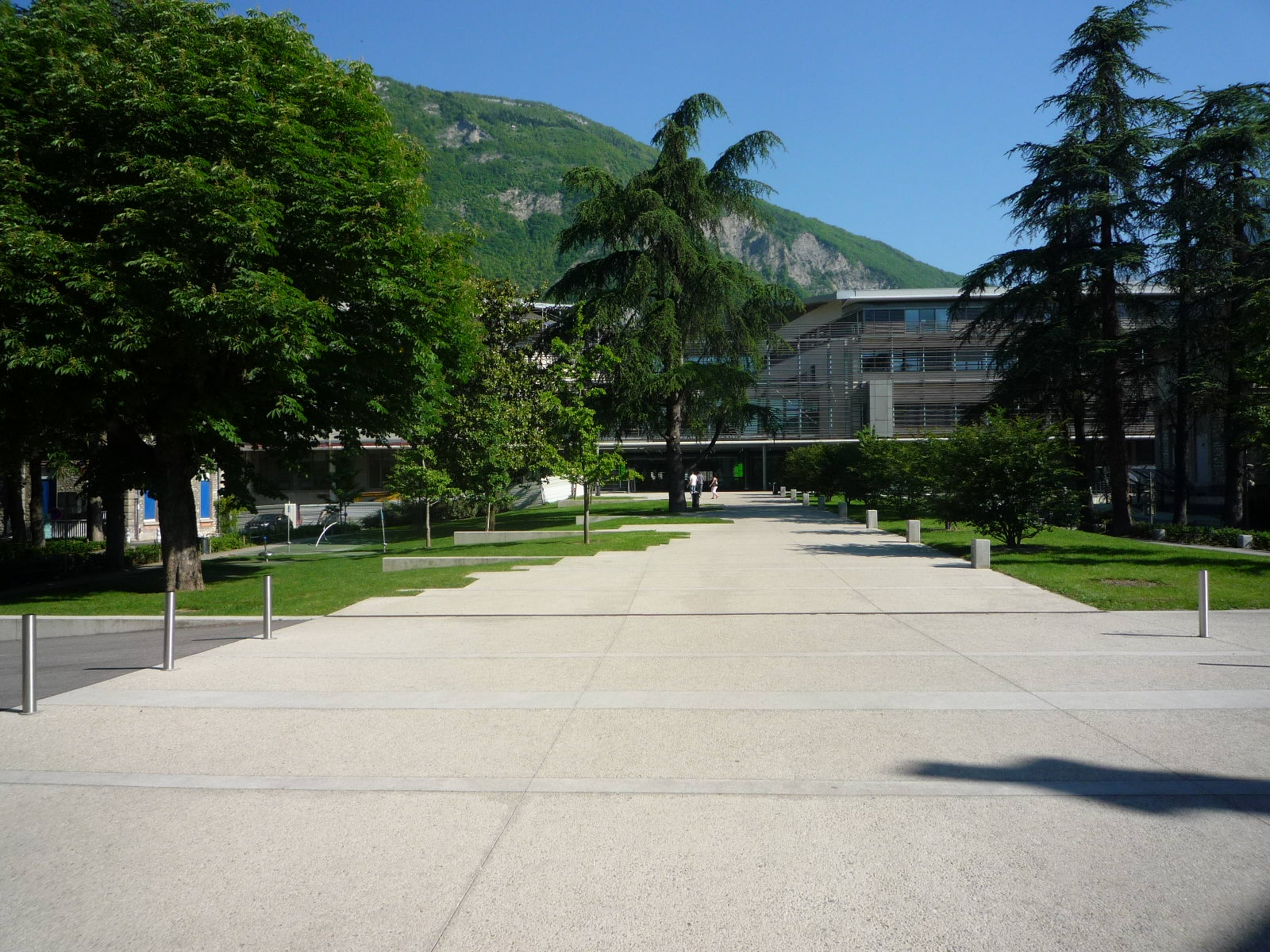
Hôpital couple-enfant dans son parc.

En octobre 2008, la première tranche de l'hôpital couple-enfants est inaugurée à l'emplacement d'anciens bâtiments hospitaliers datant de 1913, puis en 2011, l’Institut de biologie et de pathologie de 27 500 m2 est inauguré à proximité du CHU. Cette même année, avec l'ouverture de la seconde tranche de l'hôpital couple-enfants qui accueille les urgences pédiatriques, les anciens locaux de la clinique des Sablons commencent à être démolis.
En 2012, le départ du Centre régional du service de santé des armées (CRSSA) ayant remplacé l'hôpital militaire après sa fermeture en 1983, laisse vacant un terrain de 2,8 hectares. À l'horizon 2025, cet espace devrait accueillir entre autres, un centre de recherche en santé intégrative de 10 000 m2 porté par l'université Grenoble-Alpes. Par ailleurs, un plan de rénovation visant à restructurer le CHU à l'horizon 2020, prévoit la construction d'un nouveau bâtiment de 12 000 m2 regroupant la réanimation chirurgicale et médicale avec un héliport de trois places sur le toit de l'édifice.
L'agence départementale de la Mutuelle nationale des hospitaliers et des professionnels de la santé et du social (MNH) est installée dans le quartier des Sablons, non loin du CHU.

### Secteur industriel et commercial
Un magasin appartenant à une grande enseigne française de distribution d’articles de sport est installé près du CHU de Grenoble. Un petit centre commercial comprenant quelques boutiques est installé dans le quartier Doyen-Gosse, près de la piscine municipale.

### Secteur agricole
La Tronche est une des communes d'un secteur de vignobles pouvant revendiquer le label IGP « Coteaux-du-grésivaudan », comme la plupart des communes de la moyenne vallée de l'Isère (Grésivaudan et cluse de Voreppe).

## Culture locale et patrimoine

### Lieux et monuments

#### Patrimoine religieux

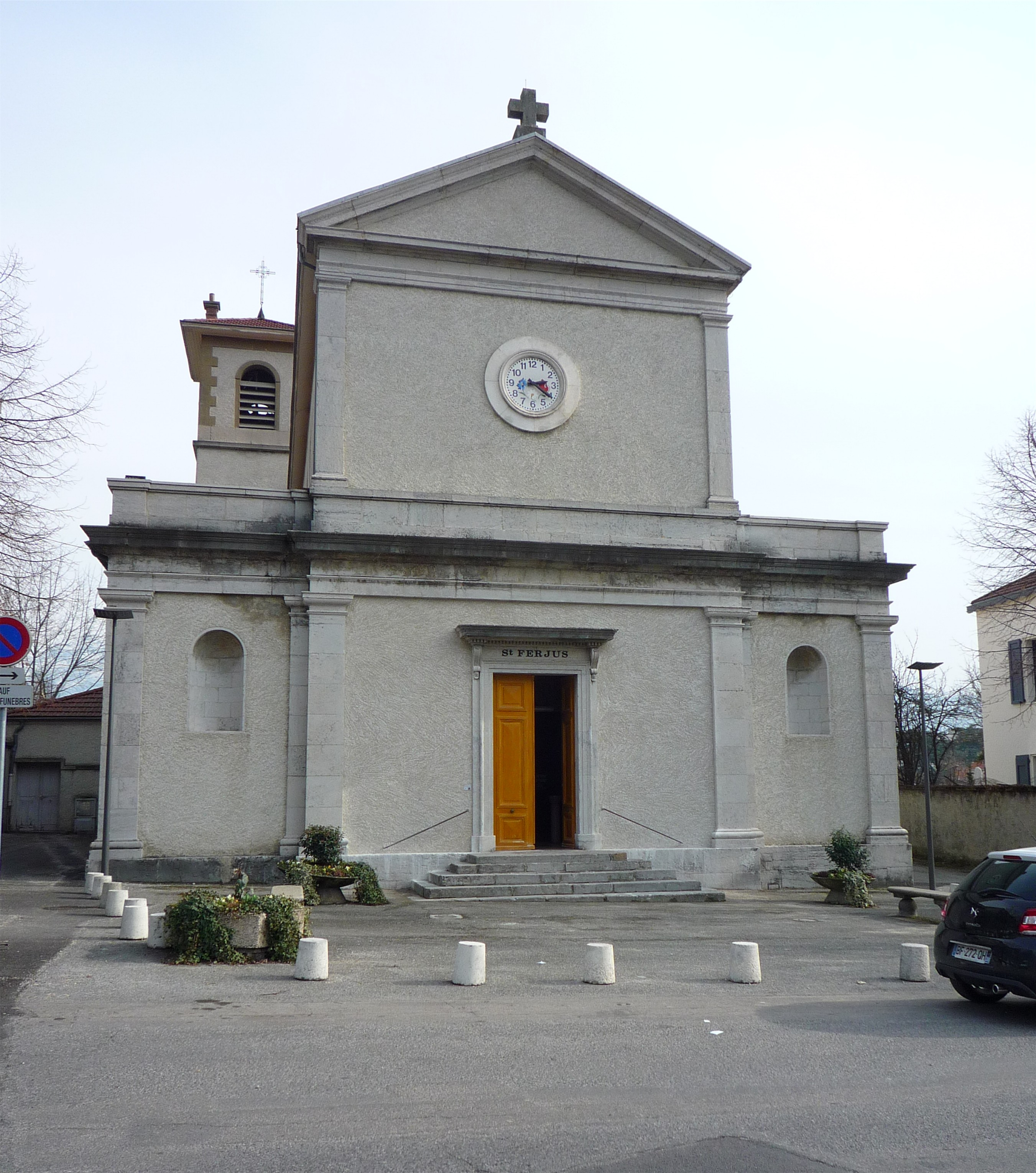
Église Saint-Ferjus

- L'église paroissiale Saint-Ferjus (1846) a été reconstruite dans le quartier de la Pallud, en remplacement de l'ancienne église qui se situait dans l'enceinte du cimetière (citée dans le cartulaire de saint Hugues, ecclesia sancti Ferreolis). Elle abrite une célèbre peinture du peintre Ernest Hébert, la Vierge de la Délivrance, installée en 1874 dans l'église paroissiale, pour accomplir un vœu formulé pendant la guerre franco-prussienne. L'église conserve aussi une croix de procession du XVIe siècle, classée. Dans le chœur, tableaux de sainte Anne avec la Vierge enfant, à gauche, et de saint Ferjus, à droite. Orgue Schwenkedel (1965).
- Chapelle de la Vierge-Noire, au mas de la Pinotte, lieu d'un pèlerinage local depuis le Moyen-Âge. Le chemin qui y conduit depuis Grenoble a gardé le nom de chemin de la Procession. La statue actuelle est du XIVe siècle.
- Église Notre-Dame-du-Rosaire (1960, Maurice Novarina architecte), depuis 2003 labellisée « Patrimoine du XXe siècle » de l'Isère.
- Ancien Carmel de Grenoble, chemin du Pont-Bottu (aujourd'hui direction diocésaine de l'enseignement catholique). Bâtiments du XIXe siècle.
- "Ma Maison", maison de retraite des Petites Sœurs des pauvres, à la Petite Tronche entre l'Isère et les pentes du mont Jalla. Bâtiments reconstruits dans les années 2000 en remplacement de l'ancien couvent édifié en 1860.
- La chapelle de l'hôpital civil des Sablons, conserve plusieurs objets provenant de l'ancienne chapelle de l'hôpital de Grenoble :  statue de la vierge à l’enfant en bois doré et polychrome, lambris de chœur en bois sculpté et maître-autel du XVIIIe siècle.
- Plusieurs chapelles privatives d'anciennes propriétés.
- Cimetière ancien de La Tronche[55] : lieu d'inhumation des notables de Gratianopolis (on y a découvert des sarcophages gallo-romains), cimetière de la paroisse depuis le XVIIIe siècle, de nombreuses personnalités y sont enterrées : l'historien André Fugier, l'archéologue Hippolyte Müller, le général Michel de Yermoloff, l'abbé Raillanne, précepteur de Stendhal, ainsi que de nombreuses sépultures anciennes de grandes familles grenobloises. À la destruction de l'ancienne église paroissiale, une chapelle a été construite en 1852, surmontée d'une statue de saint Ferjus.
- Cimetière nouveau, dit cimetière du Petit Sablon, ouvert en 1941. Il borde le cimetière du Grand Sablon, ouvert par la ville de Grenoble dans les années 1960.

#### Patrimoine civil

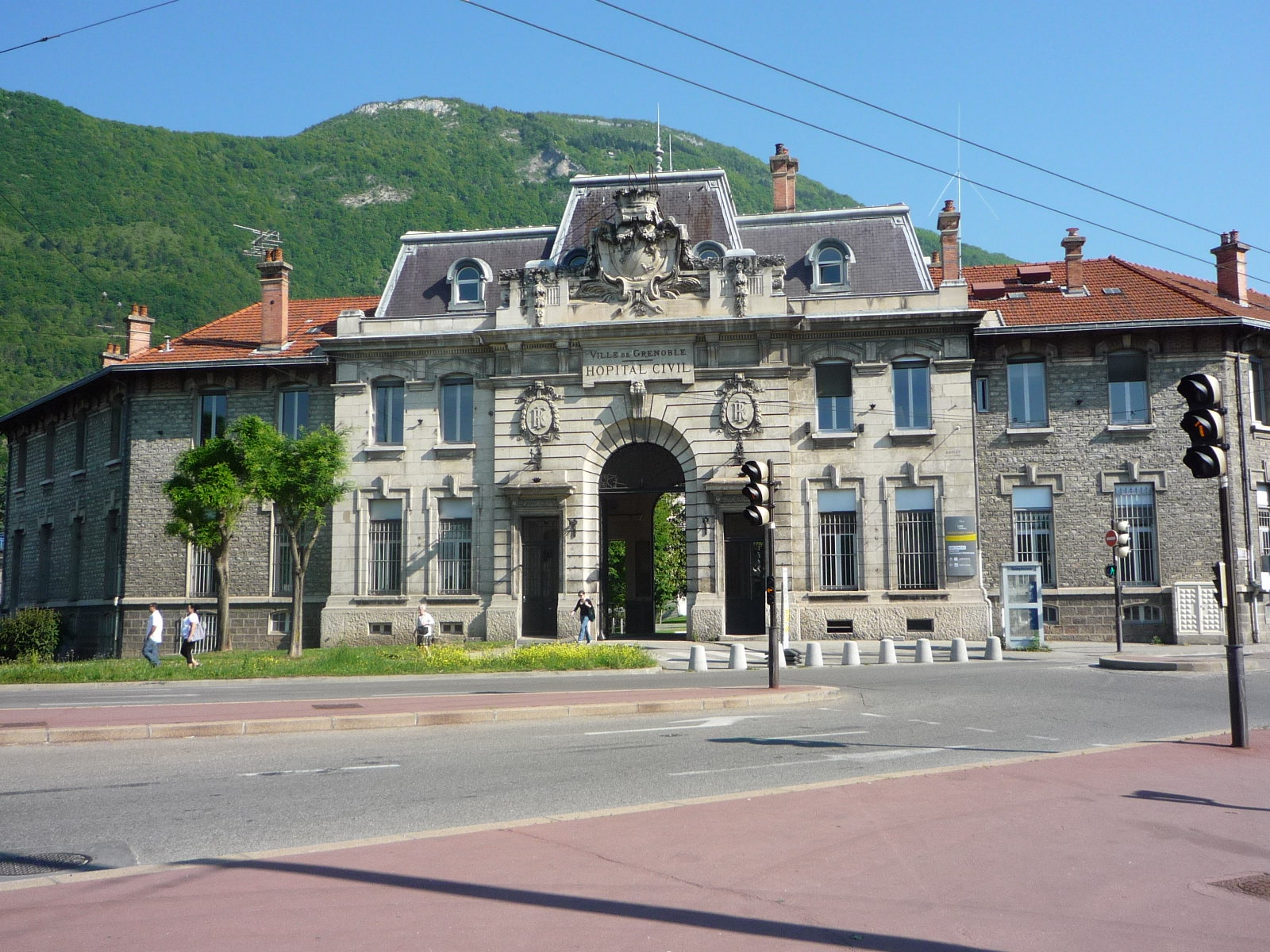
Hôpital civil de 1913.

La ville accueille le centre hospitalier universitaire Grenoble-Alpes, comprenant l'hôpital civil (olim Hôpital des Sablons) inauguré en 1913 dont une partie des bâtiments ont été conservés.
En raison de la présence de la maternité du CHU de Grenoble sur la commune de La Tronche, le nombre de personnes nées à La Tronche pour l'état civil est sans proportion avec la population réelle de la commune.
Le musée grenoblois des sciences médicales a été installé dans l'ancienne chapelle de l'asile des vieillards (1894), également appelée chapelle des tuberculeux après la Première Guerre mondiale. Le musée plonge dans l'histoire du prestigieux centre hospitalier universitaire de Grenoble de sa construction par Hugues de Chateauneuf, évêque de Grenoble, à nos jours en exposant des objets médicaux, les sculptures de bienfaiteurs, des tableaux et des dessins.

#### Propriétés notables
La Tronche, sur les flancs du Rachais autrefois couverts de vignes et dominée par la cime altière du Saint-Eynard, est depuis longtemps une villégiature recherchée par la haute société grenobloise, satisfaite de trouver à seulement 2 kilomètres de la ville de l'espace et un climat pur : abrité et doux l'hiver (ce qui permet d'y faire pousser des essences rares), plus frais l'été, protégé des vents toute l'année.

##### Montfleury
Les Dauphins eux-mêmes avaient choisi la colline de Montfleury comme résidence champêtre, dès le XIIe siècle, et chassaient dans les bois de La Tronche. Humbert II, dernier des Dauphins de Viennois, donna Montfleury et son fief, dont dépendaient les hameaux de La Tronche, à l'ordre dominicain, qui y demeura jusqu'à la Révolution (Couvent royal de Montfleury). À partir du XVIIe siècle, les dominicaines se défirent de certaines terres, rachetées par la noblesse de robe du Parlement de Dauphiné, désireuses de s'y faire construire des résidences de plaisance dignes de leur rang, et manifestant leur réussite.

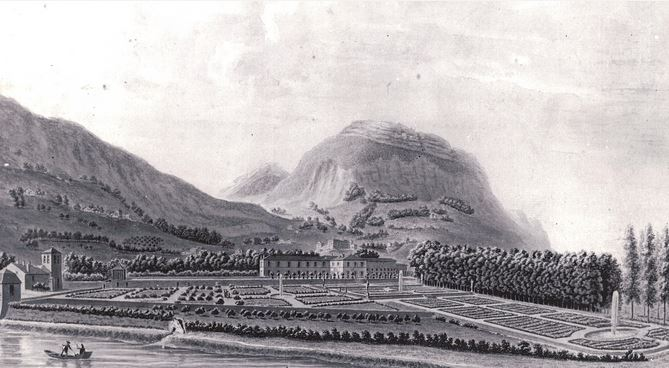
La propriété Barral vers 1780, depuis les bords de l'Isère.

##### Le mas de Saint-Ferjus
Le premier de ces grands domaines nobles fut le mas de Saint-Ferjus, ou domaine de la Merci : ce château, établi dans un parc somptueux près de l'ancienne église paroissiale et dominant l'Isère, fut bâti dans les dernières années du XVIIe siècle par le marquis de Dolomieu. Passé ensuite à la famille de Barral, ce fut le domaine privilégié des plaisirs et divertissements mondains du Grenoble des Lumières. Casanova y séjourna lors de son passage à Grenoble. À la fin du XVIIIe siècle le domaine fut racheté, « au nom du Roy », par Gaspard Louis Caze de la Bove, en vue d'y installer le Jardin Botanique de la ville, créé en 1782 par Dominique Villars, et trop à l'étroit près de la porte de Bonne. Des travaux d'aménagement du jardin et des milliers de plantation furent réalisées, mais la Révolution mit un terme au projet. Joseph-Marie de Barral, marquis de Montferrat et premier maire de Grenoble, profite de sa mise en vente en 1792 pour racheter son ancien domaine. En 1830, la propriété est revendue au banquier grenoblois Gaillard, puis passe entre plusieurs mains avant d'être rachetée vers 1920 par l'ingénieur Charles Marre, qui rebaptise la propriété « mas de Saint-Ferjus » et la loue à Mlle Luce Quenette qui y établit une école, fermée en 1944 pour « pétainisme ». Le domaine de 6 hectares est racheté en 1945 par le Conseil général, qui y installe une maison de l'Enfance. En 1967, la propriété est choisie pour le futur site de la Faculté de Médecine et de Pharmacie, en raison de sa proximité avec les hôpitaux, et le domaine est alors morcelé, plusieurs bâtiments modernes étant érigés dans le parc. Le corps central du château Barral ou mas de Saint-Ferjus abrite désormais les services administratifs du Secteur santé de l'Université-Grenoble-Alpes.

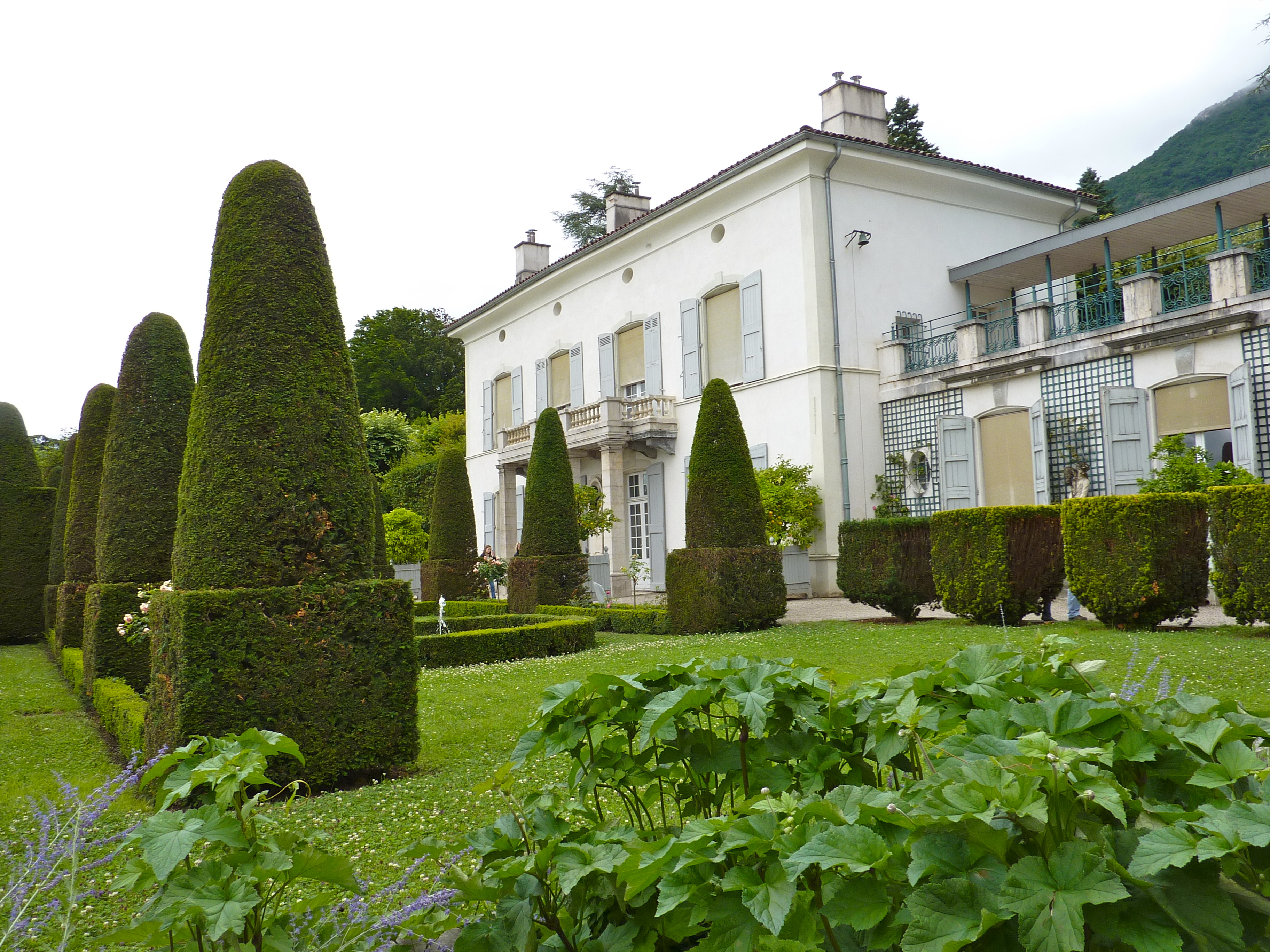
Musée Hébert.

##### La Maison Hebert
Le Clos Hébert témoigne d'un autre type de ces domaines de plaisance affectionnés par la bourgeoisie grenobloise. Ancienne partie d'un domaine noble de 7,5 hectares du hameau de Civaty, comprenant maison de maître et orangerie (des fresques du XVIIe siècle ont été dégagées dans une des pièces), la propriété est achetée par Amélie Durand, mère du peintre Ernest Hébert (1817-1908), un cousin de Stendhal, à la famille Taulier. Relais sur la route d'Italie, celui qui fut directeur de la Villa Médicis et peintre officiel du Second Empire aménage la demeure et ses jardins dans le style italien. Il meurt à La Tronche en 1908 et sa tombe est déplacée dans le parc par sa veuve, Gabrielle d'Uckermann. Elle y constitue un musée privé dès 1934, animé après sa mort par son fils adoptif, René Patris d'Uckermann (1897-1992), directeur littéraire des éditions Flammarion, et qui y reçoit nombre d'écrivains (Jules Romains, François Mauriac, Maurice Genevoix, Roger Peyrefitte...), et lègue la propriété en 1979 au Conseil général de l'Isère. La présentation reconstitue fidèlement l'atmosphère de vie du peintre, son mobilier et ses souvenirs dont le salon de Laetitia Bonaparte restauré. Il est ouvert au public tous les jours sauf le mardi. La maison d'Ernest Hébert est inscrite au titre des monuments historiques par arrêté du 9 août 1942. Son parc de près de 2 hectares constitue un havre de verdure à 2 km du centre-ville de Grenoble. Le portail d'entrée provient de l'ancien couvent Sainte-Ursule de Grenoble fondé en 1695.

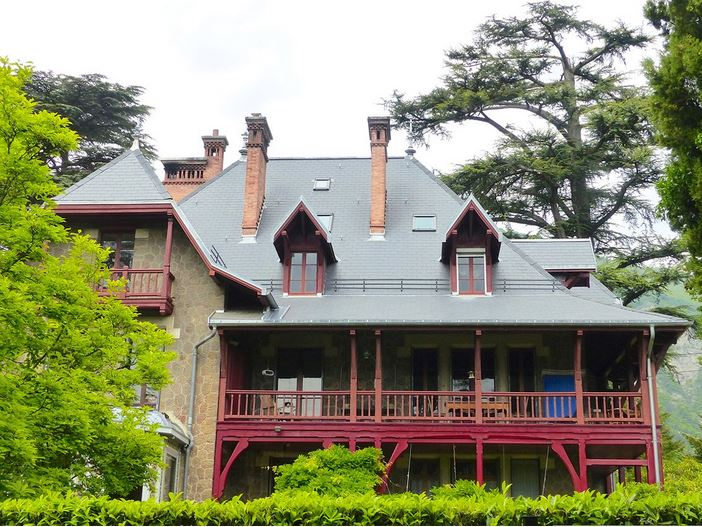
Villa La Bérangère.

##### Autres propriétés
D'autres grandes propriétés anciennes sont groupées autour de l'avenue des Maquis du Grésivaudan. De l'autre côté du chemin Hébert, le château des Tilleuls, élégante bâtisse aux façades roses implantée dans un parc boisé, date de la fin du XIXe, propriété de l'avocat et ancien maire de Grenoble Frédéric Taulier (1806-1861), puis de ses héritiers, les familles Hébert de Champozou et Achard. Entre le clos Hébert et l'ancien Carmel, la propriété Novel est une ancienne demeure caractéristique des propriétés de notables grenoblois du XVIIe siècle. Sa façade sud, percée de grandes fenêtres disposées régulièrement s’ouvre sur un vaste parc. Une partie des aménagements intérieurs et des décors des XVIIe et XVIIIe siècles est conservée.
Au sud de son parc, La Bérangère est une grande bâtisse du début du siècle, en style basque, propriété à partir de 1929 de René Gosse, doyen de la Faculté des Sciences de Grenoble et grand résistant (arrêté par la Milice chez lui à La Tronche avec son fils Jean, assassinés à Saint-Ismier le 22 décembre 1943). Son grand parc de 3 hectares fut le premier à être morcelé dans les années 1950.
Sur des terrains dépendant autrefois du domaine Hébert, dont ils ont été séparés à la fin du XIXe siècle par la construction de la RN 90 (de Grenoble à Aoste, dite aussi route de Chapareillan, aujourd'hui avenue Maquis du Grésivaudan), la propriété Papet fut édifiée vers 1900 dans un parc de 2,5 hectares. Elle comprend une maison de maître de style classique et une ferme de style basque, Le Petit Trianon, construites par l'architecte parisien André Papet (1881-1915), propriétaire du château de Beaurevoir à Sassenage et l'un des promoteurs du béton armé à Grenoble (notamment l'immeuble Monoprix du 22 rue Lafayette). La propriété fut habitée par son fils, le peintre régional René Papet (né à La Tronche en 1913, mort pour la France à Chauchigny en juin 1940), puis par la famille Grasset. Aujourd'hui morcelée, la propriété fait partie de la clinique du Grésivaudan, relevant de la Fondation Santé des Etudiants de France (clinique Dumas). Le parc a conservé de superbes cèdres centenaires.
D'autres grandes propriétés s'étagent sur les flancs du Rachais. Grande-Rue, la villa Brise des Neiges, construite en 1901 par Alphonse Vernet, a conservé des éléments de décor remarquables, en particulier le bel escalier donnant accès aux jardins. Transformée en maison de famille protestante en 1918, sa directrice, Mme Eva Péan-Pagès, donna refuge à de nombreux Juifs sous l'Occupation. Route de Chartreuse, un manoir du XIXe siècle a conservé sa chapelle domestique. En surplomb de l'ancien chemin de la Procession qui conduisait à la Bastille, près de la Vierge Noire, La Pinote, ancien domaine noble vendu comme bien d'émigrés de la famille Lacoste, fut la propriété de Xavier Drevet, directeur de la revue Le Dauphiné (qui devient en 1904 Les Affiches de Grenoble et du Dauphiné), et de son épouse la romancière dauphinoise Louise Drevet (1836-1898), le « Walter Scott dauphinois ». La terrasse de cette villa offre une vue incomparable sur la ville et les Grandes Alpes enneigées.

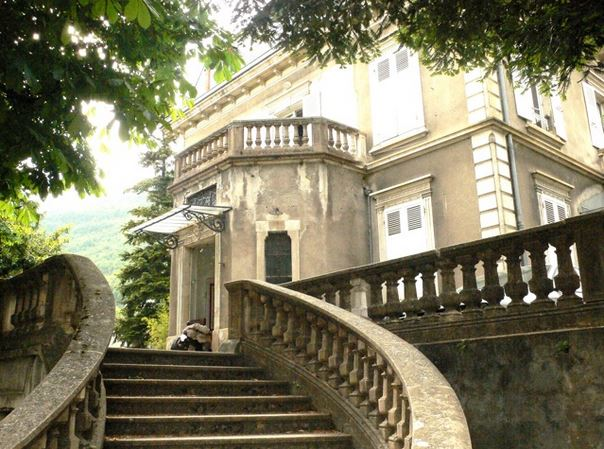
Escalier de la villa Brise des Neiges.

### Patrimoine naturel
La Tronche est une  des communes adhérentes du parc naturel régional de Chartreuse.

### Patrimoine rural

#### Historique de la langue locale

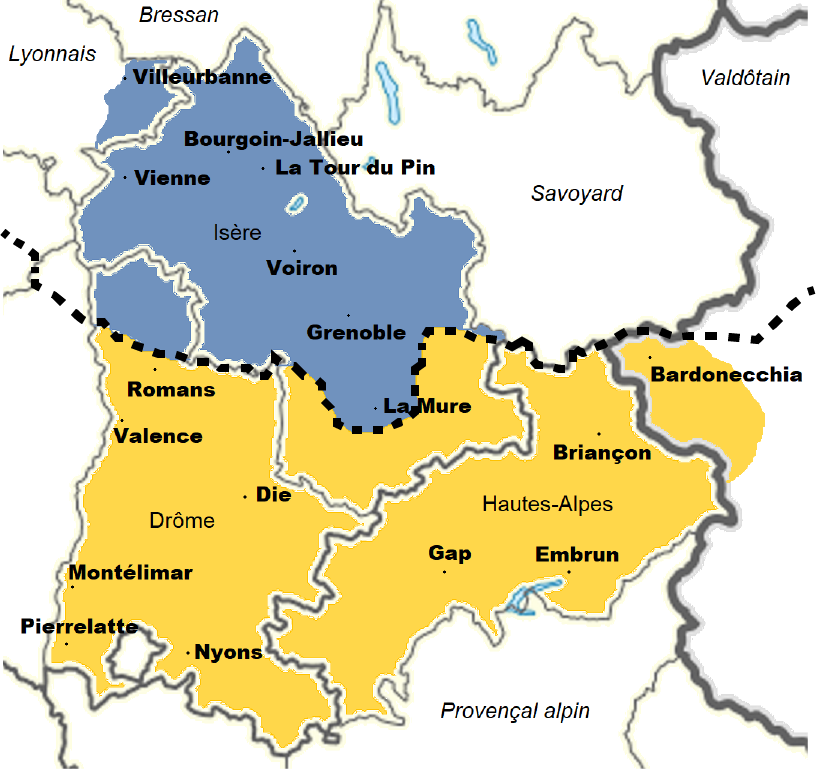
Carte linguistique du Dauphiné : Le dauphinois est un dialecte arpitan parlé dans le nord du Dauphiné. La moitié sud du Dauphiné est quant à elle du domaine linguistique de l'occitan et de son dialecte local, le vivaro-alpin.

Le territoire de l'agglomération grenobloise se situe dans la partie centrale du Haut Dauphiné, dénommé Grésivaudan, terme lui même issu du nom de la ville, et donc dans la zone méridionale des patois dauphinois, lesquels appartiennent au domaine des langues dites francoprovençales ou arpitanes, au même titre que les patois  savoyards, vaudois, Valdôtains, bressans et foréziens.
Historiquement, l'idée du terme francoprovençal, attribué à cette langue régionale parlée dans le quart centre-est de la France, différent du français, dit langue d'oil et de l'occitan, dit langue d'oc, est l'œuvre du linguiste et patriote italien Graziadio Isaia Ascoli en 1873 qui en a identifié les caractéristiques.

### Personnalités liées à la commune
- Ferjus de Grenoble dit Saint Ferjus, 13e évêque de Grenoble (Gratianopolis), mort en martyr au pied du Mont Esson, actuelle commune de La Tronche, le 12 janvier 660.
- Joseph-Marie de Barral, marquis de Montferrat (1742-1828), premier maire de Grenoble, propriétaire du domaine de la Merci.
- Jean-Claude Moreau (1755-1828), général des armées de l'Empire y est décédé.
- Abbé Raillane (1756-1840), précepteur de Casimir Périer et de Stendhal, directeur d'institution à La Tronche.
- Joseph Pellegrin de Millon (1759-1832), général des armées du Premier Empire, décédé dans la commune.
- Michel de Yermoloff (1794-1870), général russe, ancien combattant des guerres de l'Empire, bienfaiteur de la commune.
- Frédéric Taulier (1806-1861), maire de Grenoble (1845-1848 et 1849-1851), auteur d'une Théorie raisonnée du Code civil, avait sa propriété à La Tronche et y est inhumé.
- Ernest Hébert (1817-1908), peintre officiel du Second Empire, ancien directeur de la Villa Médicis.
- Louise Drevet (1836-1898), épouse de Xavier Drevet, fondateur des Affiches, romancière surnommée "le Walter Scott dauphinois".
- Joseph Besson (1862-1919), directeur de l'influent journal de gauche Le Petit Dauphinois, repose au cimetière ancien.
- Albert Recoura (1862-1945), physicien.
- Hippolyte Müller (1865-1933), archéologue, fondateur du Musée dauphinois.
- Justin Viallet (1871-1944), le médecin-général qui habitait à Saint-Égrève et repose au cimetière ancien de La Tronche.
- Éva Péan-Pagès (1877-1951), "Juste parmi les nations", directrice de la pension de famille "Brise des Neiges".
- Raoul Blanchard (1877-1965), géographe, spécialiste des Alpes, fondateur de l'Institut de géographie alpine, habitait une propriété Grande-Rue, près de la Croix de Montfleury.
- Maurice Gignoux (1881-1955), géologue, membre de l'Académie des sciences, habitait La Tronche et est enterré au cimetière du Petit-Sablon.
- René Gosse (1883-1943), mathématicien et résistant, doyen de la faculté des Sciences de Grenoble.
- Claude Roger-Marx (1888-1977), critique d'art et collectionneur, résistant, il repose au cimetière du Petit-Sablon.
- André Fugier (1896-1976), historien moderniste, inhumé à La Tronche.
- René Capitant (1901-1970), professeur de droit, homme politique, né à La Tronche.
- Louis Nal (1902-1949), résistant, chef des groupes francs de l'Isère, repose au cimetière du Petit-Sablon. Une statue a été élevée en sa mémoire à l'entrée du domaine de la Merci.
- Maurice Bonafous (1906-1961), préfet de l'Aveyron.
- Francisco Cepeda (1906-1935), coureur cycliste espagnol mort à la suite d'une chute en descendant le col du Galibier lors du Tour de France.
- Michel Paccard (1908-1987), joueur français de hockey sur glace, y est mort.
- André Dufour (1909-1995), homme politique.
- Pierre Mendès France (1907-1982), homme politique, réfugié à La Tronche en 1941.
- René Papet (1913-1940), né à La Tronche dans une famille d'architectes, mort pour la France à Chauchigny le 14 juin 1940, peintre régional, élève de Paul Bigot à Paris.
- Hippolyte Piozin (1913-1994), résistant, Compagnon de la Libération, né à La Tronche.
- Bernard Bligny (1919-1987), historien, spécialiste des Chartreux.
- Jacques Debelmas (1925-2018), géologue.
- Suzy Morel (1925-2007), romancière.
- Louis Bozon (1934-2024), comédien et animateur radio.
- Béatrice Didier (née en 1935), critique littéraire.
- Yves Kerhervé (né en 1946), aviateur, ancien pilote d'essai du Rafale.
- Bruno Saby (né en 1949), pilote automobile.
- Michel Barnier (né en 1951), Premier ministre, négociateur européen pour le Brexit.
- Xavier Couture (né en 1951), dirigeant d'entreprises audiovisuelles (TF1, Canal+, Orange, France Télévisions).
- Philippe Streiff (1955-2022), pilote automobile.
- Maurice Dantec (1959-2016), né à La Tronche, auteur de romans noirs, naturalisé canadien.
- Olivier Faure (né en 1968), premier secrétaire du PS
- Laurent Avezou (né en 1972), professeur d'histoire, historien moderniste.
- Anaïs Croze (née en 1976), chanteuse française.
- Julie Pomagalski (1980-2021), snowboardeuse.
- Marion L'Hour (1981-), journaliste et écrivaine.
- Geoffroy Messina (né en 1982), joueur de rugby à XV.
- Grégory Lemarchal (1983-2007), auteur-compositeur-interprète.
- Sami Bouajila (né en 1966), acteur franco-tunisien.
- Gaspard Ulliel (1984-2022), acteur français, mort à La Tronche au CHU, où il avait été transporté à la suite d'un accident de ski survenu en Savoie.
- Alexandre Portier (1990-), homme politique, député.
- Thibaut Collet (né en 1999), perchiste français.
- Louis Bielle-Biarrey (né en 2003), international de rugby à XV.

### Héraldique
|  | Les armes de la commune se blasonnent ainsi : D'or à la hache de sable fendant une souche arrachée d'azur, un dauphin d'azur, crêté, barbé, loré, peautré et oreillé de gueules au canton dextre. |